# Intent
Intent är en amerikansk thriller-kortfilm från 2003 med Torri Higginson i huvudrollen.

## Handling
Jessica Cavallo (Torri Higginson) är en kriminalpolis i Los Angeles som utreder en rad av mord på lesbiska par när flera bevis pekar mot en säkerhetsdesigner vid namn Eugene Barrows. Jessicas mor, en domare i domstolen som deltar i en valkampanj som styrelseordförande, avråder Jessica om att fortsätta med fallet då det kan skada sin mors politiska karriär. Morden fortsätter men Jessica har inte tillräckligt med bevis för att arrestera mördaren. Hon blir avstängd från enheten och ingen tror på hennes misstankar utom en ambitiös kvinnlig distriktsåklagare vid namn Alex Hanson som också följer fallet.

## Rollista
| Torri Higginson | – Kriminalpolis Jessica Cavallo |
| Holland Taylor  | – Domare Cavallo                |
| Serguei Bassine | – Eugene Barrows                |
| Joan Scheckel   | – Åklagare Alex Hansen          |
| Jack Wallace    | – Senator Cavallo               |